# Al-Mundhir IV ibn al-Mundhir
Al-Mundhir IV ibn al-Mundhir (in arabo المنذر بن المنذر‎?; ... – VI secolo) è stato un sovrano lakhmide dal 574 al 580.
Figlio del grande al-Mundhir III b. al-Nuʿmān (reg. 502–554), gli succedette sul trono dopo i suoi fratelli ʿAmr III b. al-Mundhir (reg. 554–569) e Qābūs b. al-Mundhir (reg. 569–573). La sua successione non incontrò il favore dei sudditi della capitale al-Ḥīra, a causa della violenta natura della sua fede pagana. Un governatore sasanide, Suhrab, fu allora nominato dallo Shāhanshāh persiano e governò al-Ḥīra per un anno, fin quando Zayd ibn Ḥammād persuase la popolazione della capitale ed accettare al-Mundhir come suo re.
Gli eventi del suo regno sono in gran parte sconosciuti, salvo che per il saccheggio e la distruzione di al-Ḥīra da parte del ghassanide al-Mundhir III b. al-Ḥārith nel 575. Imprigionato dal basileus bizantino Maurizio, fu esiliato in Sicilia con sua moglie e alcuni suoi figli. A lui succedette allora il figlio al-Nuʿmān III b. al-Mundhir (reg. 580–602), l'ultimo re lakhmide, prima che il regno lakhmide fosse soppresso dai Sassanidi, di cui i Lakhmidi erano vassalli, che misero alla guida dell'ex-regno un loro governatore (marzban).
Di due sue vedove (si ricordi che la poliginia era normalmente praticata) si conoscono i nomi: la prigioniera israelita Salma bint al-Ṣāʾigh, madre dell'erede futuro al-Nuʿmān, e la cristiana Māriya bint al-Ḥārith ibn Julhum. Mundhir ebbe 12 o 13 figli.